# The Kill
A The Kill (Bury Me) alcímmel a kislemezkiadáson és Rebirth alcímmel az Egyesült Királyságban megjelent remixkislemezen) a Thirty Seconds to Mars amerikai rockegyüttes negyedik kislemeze, második kislemezük az A Beautiful Lie albumról. 2010. május 2-án Chino Morenóval, a Deftones énekesével adták elő.

## Háttér
Jared Leto így jellemezte a dal mondanivalóját: "Tényleg az önmagaddal való kapcsolatról szól. Benne van a félelmeinkkel való szembesülés és a szembesülés az igazsággal arról, hogy kik is vagyunk valójában." 2007 szeptemberében megjelent a The Kill új kiadása az Egyesült Királyságban. A dal 6/4-es ütemű.

## Videóklip
A videó tiszteletadás Stanley Kubrick 1980-as, Stephen King regényén alapuló filmje, a Ragyogás előtt. Néhány jelenet a filem alapszik, mint amikor Shannon Leto belép a 6277-es szobába és egy nőt talál a fürdőszobában, vagy amikor Matt Wachtert egy doppelgänger szolgálja ki a bárban. A videó egy elegáns bálteremben tetőzik, akárcsak a kép a film végén. 2 perc 7 másodpercnél egy papír látható, amire Jared Leto a következő feliratot írta újra meg újra: "Ez vagyok valójában." Ez egy újabb utalás a filmre, ahol Jack Torrance oldalakat ír tele a "Csak munka, semmi móka. Jack unatkozik." mondatokkal.
Jared Leto az összevágott képkockák effektjét a Rekviem egy álomért filmből kölcsönözte. A kísértetjárta szoba számát 237-ről 6277-re változtatták, mivel ez a "MARS" feliratot adja ki a mobiltelefonok billentyűzetén. Ez a szám megjelenik a From Yesterday videójában is.
A videóklipet 2006 második legjobb klipjének választották meg, a Scuzz TV a 21. század második legjobb klipjének nevezte. A Kerrang Rock 100-ban minden idők legjobb rockvideója lett.
A klip alatt többször megjelenik egy női tetem egy folyosón. A hivatalos változaton, eltérően az eredeti kliptől, a tetem nem negatív formában látható.
Amikor kiadták a sajtónak a klip információit, Leto azt állította, hogy a klipet egy albínó dán férfi, Bartholomew Cubbins rendezte. Ez egy vicc volt, de a tv-csatornákra továbbra is Cubbinst jelölik a rendezőnek. A Bartholomew Cubbins megmaradt Jared Leto álnevének a Thirty Seconds to Mars videóira (kivéve az A Beautiful Lie-t). A hoteljeleneteket a torontói The Carlu-ban forgatták.

### Cselekmény
A videóklipben az együttes egy hotelt fedez fel. A klip elején Jared Leto azt állítja, hogy a hotel csak az övék három napra, de az első refrén után az "Egy héttel később" felirat jelenik meg. A klip hosszabb változatában az együttes többi tagja arra panaszkodik, hogy a tervezettnél tovább maradtak a hotelban, és fellépéseket kellett lemondaniuk Jared szokatlan viselkedése miatt.
A hotel tulajdonosának levelében ez áll: "Érezzék jól magukat a hotelünkben, és maradjanak távol a 6277-es szobától." Shannon Leto figyelmen kívül hagyja a figyelmeztetést, és benyit a 6277-es szobába. Az ajtó kinyitása után az együttes tagjai érzékelik az ajtó nyitásának hatásait. Mindannyian mást és mást éreznek, de mindenki az 1920-as évek divatja szerint felöltözött önmagával találkozik. A hotel különböző pontjain több jelenés is feltűnik, ezzel semmissé lesz Jared ígérete. A videó csúcspontjában Tomo találkozik önmagával, amint egy ágyban egy medvének öltözött férfival van (újabb Ragyogás-utalás). Ekkor az együttes tagjai láthatóak, amint szmokingban adják elő a dalt a hotel báltermében ikreknek, akik egymással táncolnak (ezzel azt a hatást keltik, mintha önmagukkal táncolnának). A kettősség végigkíséri a videót.

## Dallista
Eredeti kiadás
1. The Kill (Bury Me) – 3:52
2. Attack (koncertfelvétel a CBGB-ből, 2006. július) – 4:06
3. The Kill (Bury Me) (akusztikus; élőben a VH1-on) – 3:48

Brit kiadás
1. The Kill (Rebirth) – 3:52
2. The Kill (Rebirth) (akusztikus; élőben a VH1-on) – 3:48

Új brit kiadás
1. The Kill (Rebirth) – 3:52
2. Was It a Dream? (iTunes stúdiófelvétel) – 3:46

## Helyezések
A dal új rekordot állított fel azzal, hogy 52 hetet töltött a Billboard Modern Rock Tracks listáján. Érdekesség, hogy ez alatt az idő alatt egyszer sem került a lista élére, legmagasabb helyezése a 3. hely volt.
| Lista (2006-2007)                                | Helyezés |
| ------------------------------------------------ | -------- |
| Ausztrália (ARIA)                                | 20       |
| Kanada (Nielsen SoundScan)                       | 1        |
| Csehország (IFPI)                                | 46       |
| Európa (Eurochart Hot 100)                       | 10       |
| Új-Zéland (RIANZ)                                | 22       |
| Egyesült Királyság (The Official Charts Company) | 28       |
| U.S. Billboard Hot 100                           | 65       |
| U.S. Billboard Mainstream Rock Tracks            | 14       |
| U.S. Billboard Modern Rock Tracks                | 3        |

## Díjak és elismerések
- A 2007-es Kerrang! Awards-on megkapta a "Legjobb kislemez" díjat.
- A 2006-os MTV Video Music Awards-on megkapta az MTV2 díjat, valamint jelölték a Legjobb rock videó kategóriában.
- A 2007-es MTV Australia Awards-on megkapta az Év videója és a Legjobb rock videó díjakat.
- A 2007-es MTV Europe Music Awards-on megkapta a Rock Out! díjat.
- 2009-ben az AOL Radio a 2000-es évek legjobb alternatív dalának nevezte.[3]

## Megjelenés a populáris kultúrában
- A dal szerepel a Láthatatlan című filmben, a DVD-kiadáson szerepel a The Kill egyik koncertfelvétele, valamint felkerült a filmzenei albumra is.
- Az Allie Night több koncertjén játszotta a dal feldolgozását.
- A dal szerepelt a Nyomtalanul 2007. január 21-ei részében.
- A dal aláfestőzene volt a 300 bemutatóvideója alatt a 2007-es MTV Movie Awards-on.
- A dal szerepelt a Hollyoaks egyik részében.
- A dal letölthető tartalom a Rock Band játékhoz.
- A dal szerepel a Guitar Hero World Tour játékban.
- Készült egy felvétel Pitty brazil énekesnővel is, ez a változat csak Brazíliában jelent meg.
- A Nemzetközi Szánkó Szövetség ezt a dalt használja a TV-adásokhoz.

## Közreműködők
- Jared Leto – ének, gitár
- Tomo Miličević – gitár, programozás
- Shannon Leto – dobok
- Matt Wachter – basszusgitár, billentyűk
- Matt Serletic – zongora